# 萊庫穆省
0°52′0″S 14°49′00″E / 0.86667°S 14.81667°E
萊庫穆省（法語：Lékoumou）是剛果共和國南部的一個省份，首府錫比提，該區北臨加蓬共和國、東接高原省和普爾省、南毗布恩扎省、西鄰尼阿里省，面積20,950平方公里，下分4縣，2007年人口96,393。
1. ↑  . hdi.globaldatalab.org.   [2018-09-13] （英语）.